# Ayakudi
Ayakudi fou un dels estats tributaris de l'Índia, del tipus zamindari, al districte de Madurai a la presidència de Madràs. La seva superfície era de 109 km² (10.910 hectàrees). La capital era la vila d'Ayakudi 10° 26′ 45″ N, 77° 35′ 30″ E / 10.44583°N,77.59167°E a uns 54 km al nord-oest de Dindigal en la carretera de Palghat. La població de la vila el 1881 era de 10.617 habitants el 90 hindús i el 10% musulmans (186 cristians). Les taxes del govern pujaven a 1.678 lliures.